# Neope tristis
Neope tristis är en fjärilsart som beskrevs av Sugitani 1932. Neope tristis ingår i släktet Neope och familjen praktfjärilar. Inga underarter finns listade i Catalogue of Life.